# Italijansko nogometno prvenstvo 1898
Italijansko nogometno prvenstvo 1898 je potekalo v Torinu in le en dan: 8. maja.
Zmagovalec prvenstva je bila Genoa.

## Polfinale
| Ekipa #1              | Rez. | Ekipa #2          |
| --------------------- | ---- | ----------------- |
| Internazionale Torino | 2-1  | F.C. Torinese     |
| Genoa                 | 2-1  | Ginnastica Torino |

## Finale
| Ekipa #1 | Rez.      | Ekipa #2              |
| -------- | --------- | --------------------- |
| Genoa    | 3-1(pod.) | Internazionale Torino |

## Ekipa Genoa C.F.C.
- Baird (vratar)
- Ernesto De Galleani
- Fausto Ghigliotti
- Enrico Pasteur II
- James Richardson Spensley (branilec)
- Ghiglione
- Le Pelley
- Bertollo
- Henri Dapples
- Bocciardo
- Al Leaver